# Antoine Antoine
Antoine Antoine, ingénieur français des ponts et chaussées, est né le 22 août 1744 à Auxonne et est mort à Chenôve en mai 1818.

## Biographie
Frère de Pierre-Joseph Antoine, il a commencé sa carrière comme un ingénieur ordinaire des ponts et chaussées dans les États généraux de Bourgogne puis du département de la Côte-d'Or pour finir juge de paix des cantons de Dijon. 
Il a fait partie de l'Académie des sciences, arts et belles-lettres de Dijon. Tout comme son frère aîné, A. Antoine n'a pas fait de grandes études mais c'était "un homme de beaucoup d'esprit et de grande lecture" selon Claude Nicolas Amanton.
Il a écrit quelques œuvres qui défendaient l'intérêt de sa région : Mémoire sur la navigation supérieure de la Saône, considérée relativement à la Digue des moulins de la ville d'Auxonne ainsi qu'une Dissertation critique sur le projet de détruire la digue d'Auxonne.
Il publia ces livres sous le pseudonyme « Binosimil » (en latin Bis nomen simile qui signifie « deux noms similaires », jeu de mots dû à son nom Antoine Antoine). Il a utilisé ce pseudonyme pour éviter d'être connu et reconnu.
Son nom a été donné à un lycée professionnel à Chenôve par Roland Carraz, ancien maire de la ville de 1977 à 1999, Secrétaire d'État à l'Enseignement technique et technologique de juillet 1984 à mars 1986, instigateur du Baccalauréat professionnel, avant que ce lycée ne change de nom en décembre 2023, pour devenir le lycée professionnel Roland Carraz.